# Petrus Andreæ (kyrkoherde i Grangärde)
Petrus Andreæ, troligen född i Svärdsjö socken, död 1621 i Grangärde socken, var en svensk präst och riksdagsman.

## Biografi
Petrus Andreæ var kapellan i Romfartuna och Norrbärke. 1583 kom han som pastor till Grangärde socken, där han också blev kyrkoherde. Han undertecknade beslutet från Uppsala möte och finns i samband med riksdagen 1594 också som undertecknare till tronföljden sedan Sigismund kommit till landet som nybliven regent. Vid riksdagen 1610 var han fullmäktig.